# رباط سنگی آبشار اول
رباط سنگی آبشار اول مربوط به دوره صفوی است و در شهرستان آمل، دشت لار، راست کوه نقارخانه واقع شده و این اثر در تاریخ ۱ مهر ۱۳۸۲ با شمارهٔ ثبت ۱۰۳۶۰ به‌عنوان یکی از آثار ملی ایران به ثبت رسیده است.